# Copa Football Club Barcelona
Tras varias polémicas surgidas durante la celebración de la Copa Macaya que acabaron con el abandono del Foot-ball Club Barcelona de la competición, este club decide organizar una nueva competición abierta a los diferentes clubes de la ciudad y que recibió el nombre de Copa del Foot-ball Club Barcelona. Esta competición es aceptada como la cuarta edición del Campeonato de Cataluña, si bien fue dispuesta por el club catalán como protesta a la última edición de la Copa Macaya. El trofeo en disputa, valorado en 250 pesetas, lo pagaron los socios barcelonistas a dos pesetas y cuarenta céntimos por cabeza. Todos los participantes tuvieron premio: medallas para los tres primeros; una bandera de linier para el cuarto; al quinto, un balón de reglamento; unos guantes de portero para el sexto; un fuelle para el séptimo y un silbato para el último.

## Historia
Las bases del concurso fueron publicadas en el diario El Cardo de Madrid, en su edición del 22 de enero de 1903.

    Bases del concurso Copa Football Club Barcelona

1.º    “Podrán tomar parte en este concurso todos los Clubs de Barcelona sin excepción alguna.

2.º    Los Clubs pueden inscribirse hasta el día 26 del corriente mes.

3.º    Cada Club jugará dos partidos con cada uno de los demás, uno en su propio terreno y otro en el de su contrincante. Un partido ganado valdrá dos puntos, un empate uno, y uno perdido ninguno. Si al final del concurso dos Clubs tuvieran la misma cantidad de puntos superior á todos los demás, se ju gará entre ellos un partido definitivo.

4.º    Si un Club se negare á efectuar un partido designado, se apuntarán dos puntos en favor del contrario.

5.º    La designación de fechas y terrenos en que deberán efectuase los partidos, se hará por sorteo en Junta general de Delegados que al efecto se celebrará.

6.º    A l pedir la inscripción, ceda Club deberá acompañar una lista de sus jugadores junto con otra de probables jueces. Los socios nuevos deberán pedir su inclusión, no pudiendo tomar parte en ningún partido, hasta haber transcurrido quince días de su admisión. Ningún jugador podrá luchar por más de un Club.

7.º    Si se presentara en el campo un Club con un bando que no se ajustara á lo indicado en el artículo anterior, su contrario debe presentar la correspondiente protesta al Juez «antes de empezar» el partido, jugando bajo protesta. Esta deberá ser presentada al Comité inmediatamente después de efectuado el partido. Si el Comité rechazara la protesta, el resultado del partido será válido, y si aquéUa se admitiera el partido será considerado favorable al Club que la hubiese presentado, aunque hubiese perdido.

8.º    Dentro de las veinticuatro horas de efectuado un partido, el Juez árbitro deberá remitir nota de su resultado al Secretario del Comité.

9.º    Todos los jugadores deberán tener el más absoluto respeto al Juez. Se prohíben en absoluto los insultos, amenazas y frases groseras dirigidas, no sólo al Juez, sino á los mismos jugadores. Los que infrigieren este artículo serán sometidos al Comité, el cual podrá castigarlos con la supresión por más ó menos tiempo ó la descalificación y supresión del concurso.

10.º    El Juez árbitro deberá nombrar losjueces de línea, que serán sus asesores en cualquier cuestión que se suscitare; cuidando siempre que no pertenezcan á ninguno de los dos Clubs contrincantes. 11.º    La Copa del «Foot-Ball Club Barcelona» se entregará por el Comité al Club ganador, inmediatamente después de celebrado el último partido.”
El Secretario, Eduard Alesson; El Presidente, Pablo Haas. Barcelona, 20 diciembre 1902

## Historial
Nota: Nombres y banderas de los equipos según la época.
| Temporada                         | Campeón                           | Subcampeón                        | Tercero                           | Notas                                         |
| Copa del Foot-ball Club Barcelona | Copa del Foot-ball Club Barcelona | Copa del Foot-ball Club Barcelona | Copa del Foot-ball Club Barcelona | Copa del Foot-ball Club Barcelona             |
| --------------------------------- | --------------------------------- | --------------------------------- | --------------------------------- | --------------------------------------------- |
| 1902-03                           | F. C. Barcelona                   | Club Español                      | Hispania A. C.                    | Retoma las labores de la extinta Copa Macaya. |

## Desarrollo

### Clasificación final
| Posición | Equipo              | J        | G        | E        | P        | GF       | GC       | DG       | PTS      |
| -------- | ------------------- | -------- | -------- | -------- | -------- | -------- | -------- | -------- | -------- |
| 1        | F. C. Barcelona     | 14       | 12       | 2        | 0        | 45       | 10       | 35       | 26       |
| 2        | Club Español        | 14       | 11       | 2        | 1        | 34       | 7        | 27       | 24       |
| 3        | Hispania A. C.      | 14       | 9        | 1        | 4        | 30       | 18       | 12       | 19       |
| 4        | Català Futbol Club  | 14       | 8        | 0        | 6        | 35       | 26       | 9        | 16       |
| 5        | Irish F. C.         | 14       | 4        | 2        | 8        | 25       | 24       | 1        | 10       |
| 6        | F. C. Internacional | 14       | 3        | 3        | 8        | 14       | 28       | -14      | 9        |
| 7        | Ibèria S. C.        | 14       | 3        | 1        | 10       | 10       | 25       | -15      | 7        |
| 8        | Salut S. C.         | 14       | 0        | 1        | 13       | 6        | 61       | -55      | 1        |
| 9        | F. C. X             | Retirado | Retirado | Retirado | Retirado | Retirado | Retirado | Retirado | Retirado |
| 10       | Universitary S. C.  | Retirado | Retirado | Retirado | Retirado | Retirado | Retirado | Retirado | Retirado |
| 11       | Catalonia F. C.     | Retirado | Retirado | Retirado | Retirado | Retirado | Retirado | Retirado | Retirado |